# Galium suecicum
Galium suecicum là một loài thực vật có hoa trong họ Thiến thảo. Loài này được (Sterner) Ehrend. mô tả khoa học đầu tiên năm 1960.